# Chorągiew kozacka prywatna Andrzeja Firleja
Chorągiew kozacka prywatna Andrzeja Firleja – chorągiew jazdy kozackiej I połowy XVII wieku, okresu wojen Rzeczypospolitej ze Szwedami i Moskwą.
Szefem tej chorągwi był wojewodzic krakowski Andrzej Firlej. Żołnierze chorągwi wzięli udział w wojnie polsko-szwedzkiej 1626-1629.